# 古屋家臣
古屋 家臣（ふるや かしん、9月26日 - ）は、日本の男性声優。静岡県出身。元オフィスPAC所属。

## 出演

### 吹き替え
映画・テレビドラマ
- アイドゥ・アイドゥ 〜素敵な靴は恋のはじまり（チョ・ウンソン）
- ANNIE/アニー（審査官）
- アンリミテッド（テイト〈ルチアーノ・アクナ・Jr.〉）
- 美男<イケメン>ラーメン店（キム・ジェホ）
- イニョン王妃の男
- エクスペンダブルズ3 ワールドミッション（ルーク）
- オズ はじまりの戦い
- GRIMM/グリム
- ゴシップガール 4（ベン・ドノヴァン）
- ゴシップガール 5（ブルース・キャプラン）
- GODZILLA ゴジラ（民間の分析官1）
- コペンハーゲン/首相の決断（ベンヤミン）
- ザ・ミドル 中流家族のフツーの幸せ
- ジャックと天空の巨人（エリック大王）
- 宿敵 因縁のハットフィールド&マッコイ
- 主任警部アラン・バンクス
- スキップ・ビート!! 〜華麗的挑戦〜
- スパークル（スティックス）
- スパルタカスII（ウァリニウス）
- ダーク・フェアリー
- ダメージ 4
- Dr.HOUSE 7
- トロン：ライジング
- 42 〜世界を変えた男〜
- プロジェクト・ランウェイプロジェクト・ランウェイ8（クリストファー・コリンズ）
- BONES 7
- ボルジア家 2　愛と欲望の教皇一族
- マレフィセント（兵士4）
- ミス・マープル 4　なぜ、エヴァンズに頼まなかったのか？
- ミッション: 8ミニッツ
- リアル・スティール
- ルパン三世
- レバレッジ 2
- 乱暴<ワイルド>なロマンス（コ・ジェヒョ）

アニメ
- タンタンの冒険/ユニコーン号の秘密
- ちいさなプリンセス ソフィア（ミスター・カドルズ）
- プレーンズ2/ファイアー&レスキュー（男市民1）
- ミッキーのミニー救出大作戦
- ミッキーマウス!

### テレビアニメ
2014年
- 牙狼〈GARO〉-炎の刻印-（石工）
- ガンダム Gのレコンギスタ（2014年 - 2015年、サラマンドラ副長、レジスタンスの男）

2015年
- 牙狼 -紅蓮ノ月-（2015年 - 2016年、町人B、棟梁、検非違使A）
- 銀魂゜（同心）
- ルパン三世 PART IV（エージェントC）

2016年
- ルパン三世 イタリアン・ゲーム（エージェントC）

### 劇場アニメ
- Gのレコンギスタ I 行け！コア・ファイター（2019年、儀仗兵長）

### ゲーム
- 真・三國無双ブラスト（2015年、文聘）

### ボイスオーバー
- マーサ・スチュワート・ショー
- アメリカお宝鑑定団 ポーン・スターズ
- アメリカ建国の父とフリーメイソン
- スーパーヒューマン 現代の超人たち 2
- 古代からの発見 3
- 現代の驚異

### 舞台
- 朗読劇 忠臣蔵 上之巻・中之巻・下之巻（大石内蔵助）
- ら抜きの殺意
- 日暮町風土記
- HOT DOGｓ
- 絢爛とか爛漫とか
- ソープ・オペラ
- 菜の花 らぷそでぃ